# Methyleencyclopropeen
Methyleencyclopropeen is een organische verbinding met als brutoformule C4H4. Het dimeriseert en polymeriseert zeer snel, maar is stabieler dan cyclobutadieen. Het dimeer van methyleencyclopropeen is tricyclo[5.1.0.03,5]octa-3,7-dieen.

## Synthese
In 1984 werd een eerste synthesemethode gepubliceerd. In 1997 werd een alternatieve methode gepubliceerd. Deze gaat uit van de eliminatie van trimethylsilylbromide uit cis- of trans-1-methyleen-2-broom-3-trimethylsilylcyclopropaan over vast cesiumfluoride.